# Karen Grassle
Karen Grassle (Berkeley, Kalifornia, 1942. február 25. –) színész. Leghíresebb szerepe A farm, ahol élünk című amerikai családi-western-dráma sorozatban a főszereplő, Charles Ingalls feleségének, Caroline Ingallsnak a megformálása.

## Élete
Elvált, egy gyermek édesanyja.

## Filmjei
| Év        | Cím                               | Szerep                        | Megjegyzés                                   |
| --------- | --------------------------------- | ----------------------------- | -------------------------------------------- |
| 1974      | Gunsmoke                          | Fran                          | Epizód: " The Wiving"                        |
| 1977      | Emily, Emily                      | Terry                         |                                              |
| 1978      | The President's Mistress          | Donna Morton                  |                                              |
| 1978      | Battered                          | Susannah Hawks                | mint iró                                     |
| 1979      | Crisis in Mid-air                 | Betsy Culver                  |                                              |
| 1979      | Little House Years                | Caroline Ingalls              |                                              |
| 1981      | Harry's War                       | Kathy                         |                                              |
| 1981      | The Love Boat                     | Paula                         | 1 epizód                                     |
| 1974–82   | A farm, ahol élünk                | Caroline Ingalls              | 182 epizód                                   |
| 1983      | Cocaine: One Man's Seduction      | Barbara Gant                  |                                              |
| 1983      | Hotel                             | Susan Walker                  | Epizód: "Christmas"                          |
| 1984      | Little House: The Last Farewell   | Caroline Ingalls              |                                              |
| 1985      | Between the Darkness and the Dawn | Ellen Foster Holland          |                                              |
| 1987 1988 | Murder, She Wrote                 | Christine Stoneham Fay Hewitt | "Murder in a Minor Key" "Harbinger of Death" |
| 1994      | Wyatt Earp                        | Mrs. Sutherland               |                                              |
| 2012      | Tales of Everyday Magic           | Aunt Dorothy                  |                                              |